# Ommata xantho
Ommata xantho là một loài bọ cánh cứng trong họ Cerambycidae.